# Université préfectorale d'infirmières de Niigata
L'université préfectorale d'infirmières de Niigata (新潟県立看護大学, Niigata Kenritsu Kango Daigaku) est une université publique du Japon située à Jōetsu, préfecture de Niigata au Japon. L'institution prédécesseur de l'école est fondée en 1977, et reçoit son accréditation en tant qu'université en 2002.

## Source
- (en) Cet article est partiellement ou en totalité issu de l’article de Wikipédia en anglais intitulé « Niigata College of Nursing » (voir la liste des auteurs).